# Елваська сільська рада
Е́лваська сільська рада (ест. Elva külanõukogu, рос. Эльваский сельский совет) — сільська рада в Естонській РСР, адміністративно-територіальна одиниця в складі повіту Тартумаа (1945—1950), Елваського району (1950—1962) і Тартуського району (1962—1972).

## Географічні дані
Елваська сільська рада розташовувалася в південно-західній частині Тартуського району.
1969 року площа сільради складала 88 км2 (8809 га), населення становило 1580 осіб.

## Населені пункти
Станом на 1969 рік Елваській сільській раді підпорядковувалися населені пункти:
села (küla): Алтмяе (Altmäe), Генну (Hennu), Етсасте (Etsaste), Івасте (Ivaste), Іллі (Illi), Казе (Kase), Калме (Kalme), Кетнері (Ketneri), Кяені (Kääni), Кяо (Käo), Лаґуя (Laguja), Лаурі (Lauri), Лейвасте (Leivaste), Оомісте (Oomiste), Палумяе (Palumäe), Рундсу (Rundsu), Сассі (Sassi), Тамса (Tamsa), Удерна (Uderna), Уута (Uuta);
поселення Кодіярве (Kodijärve asundus).

## Історія
13 вересня 1945 року на території волості Елва в Тартуському повіті утворена Елваська сільська рада з центром у селі Лейвасте. Головою сільської ради обраний Евальд Варік (Evald Varik), секретарем — Айно Кулдмаа (Aino Kuldmaa).
26 вересня 1950 року, після скасування в Естонській РСР повітового та волосного поділу, сільська рада ввійшла до складу новоутвореного Елваського сільського району. Адміністративний центр розташовувався в місті Елва. 17 червня 1954 року територія сільради збільшилася внаслідок приєднання земель ліквідованих Етсастеської та Кагуської сільських рад Елваського району.
21 грудня 1962 року сільрада приєднана до Тартуського району після скасування Елваського району. 25 квітня 1964 року відбулася передача до складу сільради частини земель від Камб'яської сільради.
27 липня 1972 року Елваська сільська рада ліквідована. Її територія поділена між Ниоською (6265 га) та Ринґуською (2544 га) сільрадами.